# سامانه اطلاعات راهبردی

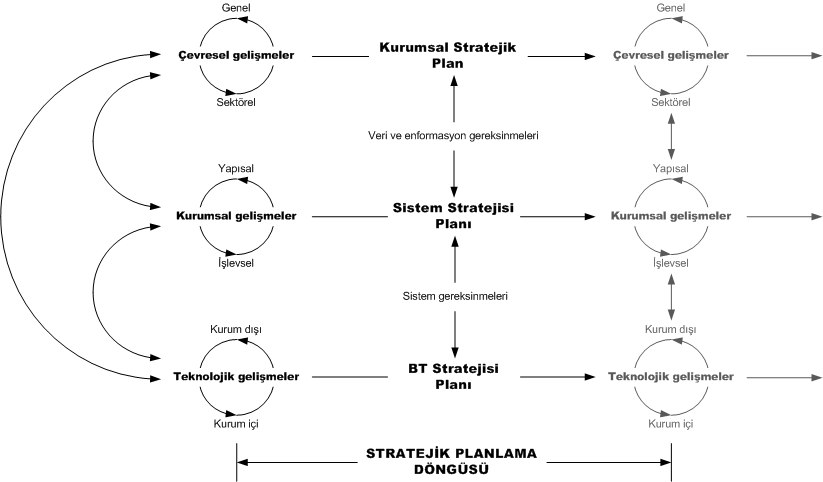
سیستم سامانه اطلاعات راهبردی

سامانه اطلاعات راهبردی (Strategic Information System یا به اختصار SIS) سیستم‌هایی هستند که استراتژی رقابتی شرکت را سازماندهی یا پشتیبانی می‌کنند. یک SIS بر اساس توانایی‌اش برای ایجاد تغییرات اساسی در روش‌هایی که تجارت انجام می‌شود مشخص می‌گردد.
اساساً سامانه‌های اطلاعات راهبردی را باید سامانه‌هایی با تمرکز به سمت بیرون به منظور رقابت مستقیم در صنایع خود -به عنوان مثال با ارائه خدمات جدید به مشتریان یا تولیدکنندگان با هدف مغلوب کردن رقیبان -در نظر گرفت. اما از اواخر دهه ۱۹۸۰ به سامانه‌های اطلاعات راهبردی به صورت درون‌نگر هم نگاه می‌شود. آنها بر بالا بردن موقعیت رقابتی شرکت از طریق افزایش بازدهی کارکنان توسعه فعالیت‌های تیمی و افزایش ارتباط متمرکز شده‌اند.
علاوه بر روش‌های درون‌نگر و برون‌نگر بعد دیگری هم برای SIS وجود دارد و آن ائتلاف‌های راهبردی است جایی که دو یا چند شرکت در یک سامانه درون‌سازمانی سهیم می‌شوند.